# Forrabury
Forrabury är en ort i civil parish Forrabury and Minster, i distriktet Cornwall, i grevskapet Cornwall, i England. Forrabury var en civil parish fram till 1919 när blev den en del av Forrabury and Minster. Civil parish hade 313 invånare år 1931.